# You Were.../BALLAD
You Were... / BALLAD (Você se Foi.../Balada) é o quadragésimo sétimo (quadragésimo oitavo no geral) single da cantora japonesa Ayumi Hamasaki, lançado dia 29 de dezembro de 2009. O Single estava previsto para ser lançado dia 16 de dezembro de 2009 mas a Avex Trax o adiou em duas semanas. O single é o 22º da cantora a estreia em 1º lugar na Oricon, fazendo dela o único artista solo e feminina a ter 22 singles estreando consecutivamente em 1º lugar. A música You Were... é o tema para a versão japonesa do filme da Disney Tinker Bell and the Lost Treasure é a música BALLAD e usada no drama de ficção Soukyuu no Subaru.
O single foi certificado Ouro pela RIAJ, por vender mais de 100.000 cópias.

## Faixas

### CD
Todas as letras escritas por Ayumi Hamasaki. 
| CD  |                                                |                |                |         |  |
| N.º | Título                                         | Música         | Arreglistas(s) | Duração |  |
| 1.  | "You were... (Original mix)"                   | Kazuhiro Hara  | HΛL            | 4:48    |  |
| 2.  | "Ballad (Original mix)"                        | D･A･I          | Yuta Nakano    | 5:21    |  |
| 3.  | "RED LINE ～for TA～ (Original mix)"           | Tetsuya Yukumi | Yuta Nakano    | 4:29    |  |
| 4.  | "You were... (Music Box mix -retake version-)" | Kazuhiro Hara  | Yuta Nakano    | 5:10    |  |
| 5.  | "Sunset ～LOVE is ALL～ (Orchestra version)"   | Hana Nishimura | Yuta Nakano    | 6:04    |  |
| 6.  | "You were... -Instrumental-"                   | Kazuhiro Hara  | HΛL            | 4:48    |  |
| 7.  | "Ballad -Instrumental-"                        | D･A･I          | Yuta Nakano    | 5:22    |  |
| 8.  | "RED LINE ～for TA～ -Instrumental-"           | Tetsuya Yukumi | Yuta Nakano    | 4:27    |  |

### CD+DVD 1
| CD  |                                                |        |                |         |  |
| N.º | Título                                         | Música | Arreglistas(s) | Duração |  |
| 1.  | "You were... (Original mix)"                   |        |                | 4:48    |  |
| 2.  | "BALLAD (Original mix)"                        |        |                | 5:21    |  |
| 3.  | "RED LINE ～for TA～ (Original mix)"           |        |                | 4:29    |  |
| 4.  | "You were... (Music Box mix -retake version-)" |        |                | 5:10    |  |
| 5.  | "You were... -Instrumental-"                   |        |                | 4:48    |  |
| 6.  | "BALLAD -Instrumental-"                        |        |                | 5:22    |  |
| 7.  | "RED LINE ～for TA～ -Instrumental-"           |        |                | 4:27    |  |

| DVD |                            |         |  |
| N.º | Título                     | Duração |  |
| 1.  | "You were... (video clip)" | 5:11    |  |
| 2.  | "BALLAD (Video Clip)"      | 5:50    |  |
| 3.  | "You were... (Making-of)"  | 3:02    |  |

### CD+DVD 2
| CD  |                                              |        |                |         |  |
| N.º | Título                                       | Música | Arreglistas(s) | Duração |  |
| 1.  | "BALLAD (Original mix)"                      |        |                | 5:21    |  |
| 2.  | "You were... (Original mix)"                 |        |                | 4:48    |  |
| 3.  | "RED LINE ～for TA～ (Original mix)"         |        |                | 4:29    |  |
| 4.  | "Sunset ～LOVE is ALL～ (Orchestra version)" |        |                | 6:04    |  |
| 5.  | "BALLAD -Instrumental-"                      |        |                | 5:22    |  |
| 6.  | "You were... -Instrumental-"                 |        |                | 4:48    |  |
| 7.  | "RED LINE ～for TA～ -Instrumental-"         |        |                | 4:27    |  |

| DVD |                            |         |  |
| N.º | Título                     | Duração |  |
| 1.  | "You were... (video clip)" | 5:11    |  |
| 2.  | "BALLAD (Video Clip)"      | 5:50    |  |
| 3.  | "BALLAD (Making-of)"       | 3:12    |  |

## Oricon & Vendas
| Parada                           | Posição | Total de Vendas | Semanas |
| -------------------------------- | ------- | --------------- | ------- |
| Oricon Parada Diária de Singles  | 1       | 118,249         | 13      |
| Oricon Parada Semanal de Singles | 1       | 118,249         | 13      |
| Oricon Parada Mensal de Singles  | 2       | 118,249         | 13      |
| Oricon Parada Anual de Singles   | 56      | 118,249         | 13      |

## Billboard Japão
| Parada                            | Melhor Posição |
| --------------------------------- | -------------- |
| Billboard Hot 100 Japão           | 14             |
| Japão Billboard Hot Singles Sales | 4              |